# Parlamentet (målning)

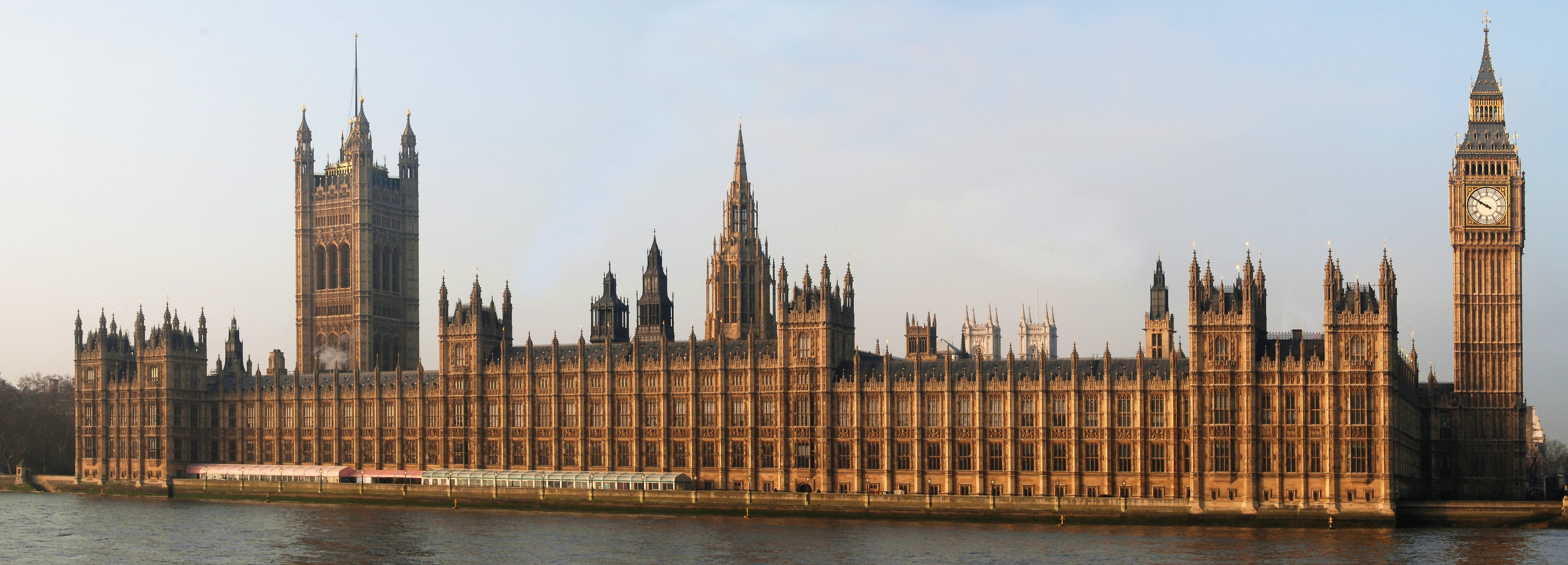
Fotografi på Westminsterpalatset, eller House of Parliament, i London.

Parlamentet (franska: Le Parlement) är en serie oljemålningar av den franske impressionistiske konstnären Claude Monet. Den omfattar 19 målningar som utfördes åren 1900–1905. 
Monet reste till London första gången 1870–1871 för att undgå inkallelse under det fransk-tyska kriget. Han återkom flera gånger, men det dröjde ända till hösten 1899 innan han fann de rätta motiven i den brittiska huvudstaden. Med sin hustru Alice bodde han då på Savoy Hotel i ett rum som hade utsikt över Themsen. Han målade simultant tre serier, förutom Parlamentet även Waterloo Bridge och Charing Cross Bridge. Han arbetade efter ett förutbestämt schema där han på förmiddagarna målade broarna från sitt hotellfönster. På eftermiddagen gick han till St Thomas' Hospital från vars terrass han hade en bra utsikt över Themsen och Westminsterpalatset, den nygotiska byggnad från 1848 som rymmer Storbritanniens parlament.
Monet återvände till London 1900 och 1901 och avslutade sina tre serier 1904 hemma i Giverny i Frankrike. Sammanlagt målade han 85 målningar i London, varav 35 ställdes ut samma år på Paul Durand-Ruels galleri i Paris, en utställning som skulle bli Monets dittills största framgång.      

## Lista över Monets målningar av parlamentet i London
| Titel                                                               | Museum                            | Stad                  | Storlek | År        | Illus. |
| ------------------------------------------------------------------- | --------------------------------- | --------------------- | ------- | --------- | ------ |
| Le Parlement de Londres (W 1600)                                    | Art Institute of Chicago          | Chicago               | 81 x 92 | 1900-1901 |        |
| Le Parlement, soleil couchant (W1603)                               | Privat ägo                        |                       | 82x93   | 1902      |        |
| Le Parlement de Londres, soleil couchant (W 1598)                   | National Gallery of Art           | Washington            | 81 x 92 | 1903      |        |
| Le Parlement, effet de soleil (W 1597)                              | Brooklyn Museum                   | New York              | 81 x 92 | 1903      |        |
| Le Parlement, effet de Brouillard (W 1611)                          | Museum of Fine Arts               | Sankt Petersburg      | 83x93   | 1903      |        |
| Le Parlement dans le Brouillard (W 1601)                            | High Museum of Art                | Atlanta               |         | 1903      |        |
| Le Parlement de Londres, effet de brouillard                        | Musée d'art moderne André Malraux | Le Havre              |         | 1903      |        |
| Le Parlement, mouettes (W 1612)                                     | Princeton University Art Museum   | Princeton, New Jersey | 81 x 92 | 1903      |        |
| Londres, le Parlement (Effet de brouillard) (W 1609)                | Metropolitan Museum of Art        | New York              | 81 x 92 | 1903-1904 |        |
| Londres, le Parlement. Trouée de soleil dans le brouillard (W 1610) | Musée d'Orsay                     | Paris                 | 81 x 92 | 1904      |        |
| Le Parlement de Londres. Ciel d'orage (W 1605)                      | Palais des Beaux-Arts             | Lille                 | 81 x 92 | 1904      |        |
| Le Parlement, coucher de soleil (W 1607)                            | Kunsthaus Zürich                  | Zürich                | 81 x 92 | 1904      |        |
| Le Parlement de Londres (W 1602)                                    | Kaiser Wilhelm Museum             | Krefeld               | 80 x 91 | 1904      |        |
| Mouettes, la Tamise et le Parlement (W 1613)                        | Pusjkinmuseet                     | Moskva                | 81 x 92 | 1904      |        |
| Londres. Le Parlement. Reflets sur la Tamise (W 1605)               | Musée Marmottan Monet             | Paris                 | 81 x 92 | 1905      |        |